# Dietmar Aschenbach
Dietmar Aschenbach (* 25. Juni 1950 in Brotterode) ist ein ehemaliger deutscher Skispringer und heutiger Trainer.

## Werdegang
Der Sohn von Alfred und Barbara Aschenbach und ältere Bruder von Hans-Georg Aschenbach, der sich schon früh für den nordischen Skisport begeisterte und später für den ASK Vorwärts Oberhof startete, gab sein internationales Debüt bei der Vierschanzentournee 1971/72. Dabei blieb er jedoch in allen Springen weit hinter der Weltspitze zurück und erreichte so am Ende nur Rang 83 der Gesamtwertung. Nach einem Jahr Pause startete er erneut bei der Vierschanzentournee 1973/74 und überraschte auf Anhieb mit Rang 12 in Oberstdorf. Nach den Plätzen 29 und 47 in Garmisch-Partenkirchen und Innsbruck erreichte er schließlich Platz zehn in Bischofshofen. Mit diesen guten Resultaten belegte er am Ende Rang 20 in der Gesamtwertung. Bei den DDR-Skimeisterschaften 1974 gewann er die Bronzemedaille im Einzelspringen. Zur Vierschanzentournee 1974/75 konnte er seinen Erfolg aus dem Vorjahr nicht wiederholen und lag am Ende mit 712,9 Punkten auf Platz 38.
Bei den DDR-Skimeisterschaften 1975 in Oberwiesenthal gewann er gemeinsam mit Martin Weber, Jochen Danneberg und Hans-Georg Aschenbach den Titel im Mannschaftsspringen. Bei der Vierschanzentournee 1975/76 erreichte er nach 1973/74 erneut Rang 20 der Gesamtwertung und zudem mit Rang neun in Garmisch-Partenkirchen sein bestes Einzelresultat. Bei den DDR-Skimeisterschaften 1976 in Lauscha wiederholte er mit der Mannschaft den Erfolg aus dem Vorjahr.
Nach seiner aktiven Karriere wurde Aschenbach Trainer für die Nordische Kombination und den Spezialsprunglauf beim heutigen WSV Brotterode. Ab 1979 engagierte er sich gemeinsam mit seiner Frau Brigitte beim Rennsteiglauf als Helfer und Mitorganisator.

## Erfolge

### Vierschanzentournee-Platzierungen
| Saison  | Platz | Punkte |
| ------- | ----- | ------ |
| 1971/72 | 83.   | 616,8  |
| 1973/74 | 20.   | 834,6  |
| 1974/75 | 38.   | 712,9  |
| 1975/76 | 20.   | 787,0  |